# Suore della Presentazione della Beata Vergine Maria (Elsternwick)
Le Suore della Presentazione della Beata Vergine Maria (in inglese Sisters of the Presentation of the Blessed Virgin Mary of Elsternwick; sigla P.B.V.M.) sono un istituto religioso femminile di diritto pontificio.

## Storia
Le origini della congregazione si ricollegano a quelle delle suore della Presentazione fondate nel 1775 in Irlanda da Nano Nagle.
La congregazione di Elsternwick sorse dall'unione promossa dall'arcivescovo di Melbourne, Thomas Joseph Carr, delle sei case autonome di suore della Presentazione presenti nel territorio dell'arcidiocesi: punti di partenza per le fondazioni nello stato di Victoria erano stati i conventi di Windsor (in Tasmania, fondato nel 1873 da religiose irlandesi provenienti da Limerick) e di Gardenvale (fondato nel 1883 da religiose provenienti da Wagga Wagga); l'unione fu approvata dalla congregazione romana di Propaganda Fide il 23 giugno 1908.
Nel 1947 la congregazione di Elsternwick adottò le costituzioni approvate dalla Santa Sede per le Suore della Presentazione presenti in Australia e nel 1958 aderì alla Federazione australiana delle suore della Presentazione.

## Attività e diffusione
Le suore si dedicano all'educazione della gioventù e alle opere di carità.
La sede generalizia è a West Saint Kilda, nello stato australiano di Victoria.
Alla fine del 2015 l'istituto contava 66 religiose e 25 case.